# Jorge Ramírez Salcedo
Jorge Luis Ramírez Salcedo (Callao, Perú; 4 de julio de 1951) es un exfutbolista peruano también conocido como Coco Ramírez. Jugaba como delantero y su primer equipo fue Sport Boys, es uno de los cinco mayores goleadores en la historia de dicho club.
Es hermano del también recordado exfutbolista, Oswaldo Ramírez.

## Trayectoria
Jorge empezó su carrera en Sport Boys, jugando desde 1969 hasta 1974, saliendo goleador del equipo en sus dos últimos años. Luego pasó a Deportivo Municipal desde febrero de 1975 hasta mediados de 1977.
En el Muni fue pieza clave en sus dos primeras temporadas, comandado por el técnico de ese entonces, Luis Zavala, multicampeón con la camiseta de Universitario de Deportes, en total marcó 22 goles con el cuadro edil.
En enero de 1978 partió a Huancayo para jugar en el ADT de Tarma, donde tuvo grandes actuaciones, especialmente en el hexagonal final y el club comenzó a pelear por el ascenso a Primera División, hecho que se consumó un año más tarde cuando ascendieron por primera vez en su historia.
Regresó a Sport Boys en enero de 1979, permaneciendo en el club porteño hasta fines de 1980, año en donde se retiró. En la Misilera, disputó 174 partidos oficiales marcando 48 goles.
Contando solo partidos de profesionales oficiales de Liga, Ramírez disputó 186 partidos y anotó 74 goles. Contando además los cotejos oficiales y amistosos (jugó Copas nacionales para Emelec y para Carmen Mora), jugó un total de 206 partidos profesionales y realizó 78 goles.

## Clubes
| Club                | País | Año       |
| ------------------- | ---- | --------- |
| Sport Boys          | Perú | 1969-1974 |
| Deportivo Municipal | Perú | 1975-1977 |
| ADT de Tarma        | Perú | 1978      |
| Sport Boys          | Perú | 1979-1980 |

## Estadísticas
Datos actualizados al fin de la carrera deportiva.
| Sport Boys · Perú |               |               |     |    |   |   |    |    |      |      |      |
| 1.ª |               |               |     |    |   |   |    |    |      |      |      |
| 1970 | 1             | 0             | -   | -  | - | - | 1  | 0  | 0,00 |      |      |
| 1971 | 4             | 0             | -   | -  | - | - | 4  | 0  | 0,35 |      |      |
| 1972 | 9             | 1             | -   | -  | - | - | 9  | 1  | 0,53 |      |      |
| 1973 | 34            | 23            | 2   | 4  | - | - | 36 | 27 | 0,53 |      |      |
| 1974 | 42            | 18            | -   | -  | - | - | 42 | 18 | 0,53 |      |      |
| Total club | Total club    | 90            | 40  | 2  | 4 | 0 | 0  | 92 | 44   | 0,43 |      |
| Deportivo Municipal · Perú |               |               |     |    |   |   |    |    |      |      |      |
| 1.ª |               |               |     |    |   |   |    |    |      |      |      |
| 1975 | 22            | 7             | -   | -  | - | - | 22 | 7  | 0,39 |      |      |
| 1976 | 25            | 12            | -   | -  | - | - | 25 | 12 | 0,78 |      |      |
| 1977 | 16            | 3             | -   | -  | - | - | 16 | 3  | 0,40 |      |      |
| Total club | Total club    | 63            | 22  | 0  | 0 | 0 | 0  | 63 | 22   | 0,52 |      |
| ADT de Tarma · Perú |               |               |     |    |   |   |    |    |      |      |      |
| 2.ª | 1978          | 6             | 4   | -  | - | - | -  | 6  | 4    | 0,25 |      |
| Total club | Total club    | 6             | 4   | 0  | 0 | 0 | 0  | 6  | 4    | 0,25 |      |
| Sport Boys · Perú |               |               |     |    |   |   |    |    |      |      |      |
| 1.ª | 1979          | 13            | 2   | -  | - | - | -  | 13 | 2    | 0,00 |      |
| 1.ª | 1980          | 10            | 2   | -  | - | - | -  | 10 | 2    | 0,40 |      |
| Total club | Total club    | 23            | 4   | 0  | 0 | 0 | 0  | 23 | 4    | 0,00 |      |
| Total carrera | Total carrera | Total carrera | 183 | 72 | 2 | 4 | 0  | 0  | 185  | 74   | 0,42 |
| (1) Incluye datos de la Copa Fernando Maguill (1971). (2) Incluye datos de la Copa Libertadores (1972 y 1976). (3) No incluye goles en partidos amistosos. |               |               |     |    |   |   |    |    |      |      |      |

## Palmarés

### Campeonatos nacionales
| Título    | Club         | País | Año  |
| --------- | ------------ | ---- | ---- |
| Copa Perú | ADT de Tarma | Perú | 1978 |